# 2002年ソルトレークシティオリンピックの日本選手団
2002年ソルトレークシティオリンピックの日本選手団（2002ねんソルトレークシティオリンピックのにほんせんしゅだん）は、2002年2月8日から2月24日まで開催された2002年ソルトレークシティオリンピックの日本選手団、およびその競技結果。所属は2002年当時のもの。

## 概要
- 人員：218人（選手109人、役員109人）
主将：原田雅彦（スキージャンプ）
開会式・閉会式旗手：三宮恵利子（スピードスケート）
結団式旗手代行：恩田美栄（フィギュアスケート）
- 結団式・壮行会：2月2日
- 解団式：2月27日

## メダル受賞者

### 銀メダル
清水宏保（スピードスケート男子500メートル）

### 銅メダル
里谷多英（フリースタイルスキー女子モーグル）

## スキー

### アルペンスキー
監督：古川年正（ペンション・シュネー）

コーチ：片桐幹雄

コーチ：ブラディミール・ズガズ

コーチ：藤岡祐也

コーチ：ハンス・ペーター・プロティンガー

ドクター：栗山節郎
- 木村公宣（ロシニョール・ジャパン）
  - 男子大回転：37位（2分31秒86＝1分17秒19＋1分14秒67）
  - 男子回転：19位（1分48秒43＝52秒46＋55秒97）
- 滝下靖之（ミズノ）
  - 男子滑降：42位（1分43秒75）
  - 男子スーパー大回転：途中棄権
- 皆川賢太郎（エオス）
  - 男子回転：1本目失格
- 佐々木明（日本体育大学）
  - 男子大回転：34位（2分30秒58＝1分17秒19＋1分14秒67）
  - 男子回転：1本目途中棄権
- 廣井法代（神立高原）
  - 女子大回転：29位（2分37秒97＝1分19秒85＋1分18秒12）
  - 女子回転：14位（1分51秒98＝56秒35＋55秒63）
- 柏木久美子（SW苗場アカデミー）
  - 女子大回転：35位（2分39秒55＝1分19秒90＋1分19秒65）
  - 女子回転：16位（1分52秒41＝56秒14＋56秒27）

### クロスカントリースキー
監督：佐藤昭（ウィル）

コーチ：大川繁

コーチ：佐々木一成

コーチ：佐藤純一

コーチ：永井豊美

技術スタッフ：佐藤勇治

技術スタッフ：ヨアキン・アウグッソン

技術スタッフ：藤本邦夫

ドクター：田澤賢次

トレーナー：山本康子

トレーナー：ペンティ・ニエミ

総務：小山みどり
- 今井博幸（東日本電信電話長野支店）
  - 男子15kmクラシカル：36位（40分27秒1）
  - 男子30kmフリー：28位（1時間14分55秒6）
  - 男子50kmクラシカル：6位（2時間9分41秒9）
  - 男子距離複合：35位（51分39秒8＝27分42秒＋23分57秒8）
- 蛯澤克仁（川田工業富山営業所）
  - 男子15kmクラシカル：50位（41分51秒4）
  - 男子30kmフリー：43位（1時間17分18秒2）
  - 男子50kmクラシカル：39位（2時間21分5秒3）
  - 男子距離複合：52位（53分21秒3＝28分45秒＋24分36秒3）
- 工藤博（同和鉱業仙台事務所）
  - 男子15kmクラシカル：38位（40分51秒4）
  - 男子50kmクラシカル：42位（2時間23分2秒3）
- 畦上大地（東日本電信電話長野支店）
  - 男子スプリント：39位（3分1秒47）
- 堀米光男（志賀高原観光開発）
  - 男子30kmフリー：50位（1時間18分6秒3）
  - 男子距離複合：34位（51分39秒8＝27分50秒＋23分47秒5）
- 神津正昭（ニッセンスポーツ）
  - 男子スプリント：48位（3分5秒90）
  - 男子15kmクラシカル：19位（39分28秒3）
  - 男子30kmフリー：31位（1時間15分32秒4）
  - 男子50kmクラシカル：28位（2時間17分51秒9）
  - 男子距離複合：25位（51分12秒6＝27分37秒＋23分27秒9）
- 神津正昭・今井博幸・堀米光男・蛯澤克仁
  - 男子4×10kmリレー：12位（1時間37分50秒5）
- 横山寿美子（セコム上信越）
  - 女子10kmクラシカル：33位（30分32秒3）
  - 女子15kmフリー：23位（42分16秒2）
  - 女子30kmクラシカル：22位（1時間39分48秒8）
  - 女子距離複合：29位（26分22秒7＝14分22秒＋12分1秒3）
- 古澤緑（弘果弘前中央青果）
  - 女子15kmフリー：43位（44分41秒8）
  - 女子30kmクラシカル：36位（1時間45分50秒0）
- 後藤鹿子（福田組）
  - 女子10kmクラシカル：34位（30分36秒6）
  - 女子15kmフリー：28位（42分50秒4）
  - 女子距離複合：40位（26分35秒6＝14分16秒＋12分19秒6）
- 大高友美（陸上自衛隊冬季戦技教育隊）
  - 女子スプリント：47位（3分34秒14）
  - 女子10kmクラシカル：50位（32分37秒9）
  - 女子30kmクラシカル：43位（1時間50分0秒3）
- 夏見円（チチヤス乳業）
  - 女子スプリント：12位（3分17秒5）
  - 女子10kmクラシカル：49位（31分54秒1）
  - 女子30kmクラシカル：26位（1時間41分6秒0）
  - 女子距離複合：予選敗退（クラシカル61位、14分51秒4）
- 福田修子（弘果弘前中央青果）
  - 女子スプリント：39位（3分28秒38）
  - 女子15kmフリー：途中棄権
  - 女子距離複合：予選敗退（クラシカル52位、14分31秒6）
- 後藤鹿子・夏見円・福田修子・横山寿美子
  - 女子4×5kmリレー：10位（51分35秒7）

### スキージャンプ
監督：大森享一（伊藤組）

コーチ：古田修一

コーチ：バシャ・バイツ

コーチ：菅野範弘

技術スタッフ：オットマー・シャイドライター

トレーナー：竹花智

トレーナー：佐々木敏
- 原田雅彦（雪印乳業北海道支社）
  - ノーマルヒル：22位（232.0点）
  - ラージヒル：20位（222.8点）
- 葛西紀明（土屋ホーム）
  - ノーマルヒル：49位（83.0点）
  - ラージヒル：41位（97.5点）
- 宮平秀治（ミズノ）
  - ラージヒル：24位（215.4点）
- 船木和喜（フィット）
  - ノーマルヒル：9位（243.0点）
  - ラージヒル：7位（245.5点）
- 山田大起（北野建設）
  - ノーマルヒル：33位（109.5点）
- 原田雅彦・宮平秀治・船木和喜・山田大起
  - 団体：5位（926.0点）

### ノルディック複合
監督：早坂毅代司（東京美装興業）

コーチ：成田収平

コーチ：阿部雅司

コーチ：ユルキ・ウオテラ

技術スタッフ：ウェルナー・シェルブル

トレーナー：エサ・アンテロ・ツェッターマン
- 荻原健司（北野建設）
  - 個人：11位（ジャンプ：233.0点、距離：38分52秒6）
  - スプリント：33位（ジャンプ：93.5点、距離：16分45秒1）
- 森敏（野沢温泉スキークラブ）
  - 個人：30位（ジャンプ：221.5点、距離：40分50秒6）
  - スプリント：22位（ジャンプ：106.9点、距離：17分22秒0）
- 富井彦（雪印乳業）
  - 個人：33位（ジャンプ：234.5点、距離：42分30秒4）
- 高橋大斗（北海道東海大学）
  - 個人：12位（ジャンプ：243.5点、距離：40分01秒2）
  - スプリント：6位（ジャンプ：114.4点、距離：17分02秒9）
- 小林範仁（東京美装スキー部）
  - スプリント：17位（ジャンプ：101.1点、距離：16分39秒6）
- 荻原健司・富井彦・森敏・高橋大斗
  - 団体：8位（ジャンプ：901.0点、距離：52分26秒5）

### フリースタイルスキー
監督：平井俊雄

コーチ：高野弥寸志

コーチ/モーグル：ステファン・フェアリング

コーチ/モーグル：木内浩

コーチ/エアリアル：永井祐二

コーチ/エアリアル：工藤千鶴子

トレーナー：鈴木岳

ドクター：吉見知久

#### モーグル
- 附田雄剛（リステル猪苗代）
  - 男子モーグル：16位（15.81点）
- 下山研朗（日本体育大学）
  - 男子モーグル：予選20位（23.39点）予選敗退
- 中元勝也（ニセコ）
  - 男子モーグル：予選26位（20.56点）予選敗退
- 野田鉄平（信州大学）
  - 男子モーグル：予選30位（0.30点）予選敗退
- 里谷多英（フジテレビジョンスキー部）
  - 女子モーグル：銅メダル（24.85点）
- 上村愛子（北野建設）
  - 女子モーグル：6位（24.66点）
- 畑中みゆき（佐川急便北海道支社）
  - 女子モーグル：予選20位（21.36点）予選敗退

#### エアリアル
- 中西拓（白馬村スキークラブ）
  - 男子エアリアル：20位（予選敗退）
- 逸見佳代（山梨学院大学）
  - 女子エアリアル：負傷棄権

## スノーボード
監督：佐々木峻

コーチ：千葉晴久

コーチ/ハーフパイプ：阿部幹博

コーチ/アルペン：内山康恵

トレーナー：島田章徳

ドクター：池田耕太郎

### パラレル大回転
- 飯田蘭（筑波大学）
  - 女子大回転：16位（1回戦敗退）
- 竹内智香（クラーク記念国際高校）
  - 女子大回転：22位（予選敗退）

### ハーフパイプ
- 中井孝治（青森山田高校）
  - 男子ハーフパイプ：5位（40.7点）
- 村上大輔（札幌新陽高校）
  - 男子ハーフパイプ：19位（32.7点）予選敗退
- 宮脇健太郎（白馬高校）
  - 男子ハーフパイプ：29位（27.0点）予選敗退
- 三宅陽子（USPジャパン）
  - 女子ハーフパイプ：8位（33.7点）
- 橋本通代（白馬村スキークラブ）
  - 女子ハーフパイプ：12位（26.6点）
- 吉川由里（ユーピー）
  - 女子ハーフパイプ：20位（21.8点）予選敗退
- 森奈賀子（調体研究所）
  - 女子ハーフパイプ：22位（13.0点）予選敗退

## スケート

### スピードスケート
監督：石幡忠雄

コーチ：長田照正

コーチ：大山三喜雄

コーチ：今村俊明

コーチ：前嶋孝

コーチ：羽田雅樹

コーチ：結城匡啓

コーチ：外ノ池信平

コーチ：和田貴志

コーチ：高橋慶樹

コーチ：山本雅彦

トレーナー：内藤純子

トレーナー：増田雄一

トレーナー：竹澤いち子

技術スタッフ：黒岩悟
- 堀井学（PJMジャパン）
  - 男子500m：14位（1分10秒32＝35秒30＋35秒02）
  - 男子1000m：22位（1分9秒50）
- 白幡圭史（コクド）
  - 男子1500m：25位（1分47秒78）
  - 男子5000m：13位（6分28秒95）
  - 男子10000m：4位（13分20秒40）
- 武田豊樹（SHI）
  - 男子500m：8位（1分9秒81＝35秒00＋34秒81）
  - 男子1000m：16位（1分8秒95）
- 清水宏保（NEC）
  - 男子500m：銀メダル（1分9秒26＝34秒61＋34秒65）
- 野明弘幸（長野県体育協会）
  - 男子1000m：44位（1分49秒18）
  - 男子1500m：15位（1分46秒38）
- 糸川敏彦（コクド）
  - 男子5000m：12位（6分27秒52）
  - 男子10000m：11位（13分31秒96）
- 羽石国臣（三協精機製作所）
  - 男子500m：12位（1分10秒11＝35秒15＋34秒96）
- 今井裕介（メッツ見延工場）
  - 男子1000m：15位（1分08秒90）
  - 男子1500m：34位（1分48秒76）
- 平子裕基（明治大学）
  - 男子5000m：17位（6分30秒46）
- 中嶋敬春（日本体育大学）
  - 男子1500m：23位（1分47秒64）
- 岡崎朋美（富士急行）
  - 女子500m：6位（1分15秒64＝37秒77＋37秒87）
- 長岡弥生（苫小牧臨床検査センター）
  - 女子1500m：24位（1分59秒93）
- 三宮恵利子（富士急行）
  - 女子500m：11位（1分16秒37＝38秒25＋38秒12）
  - 女子1000m：17位（1分16秒26）
- 田畑真紀（富士急行）
  - 女子1000m：失格
  - 女子1500m：9位（1分56秒35）
  - 女子3000m：6位（4分03秒63）
  - 女子5000m：8位（7分06秒32）
- 根本奈美（富士急行）
  - 女子3000m：18位（4分11秒92）
  - 女子5000m：途中棄権
- 外ノ池亜希（松本電気鉄道）
  - 女子1000m： 7位（1分14秒64）
  - 女子1500m：14位（1分57秒97）
- 妹尾栄里子（王子製紙）
  - 女子3000m：19位（4分12秒33）
- 小原悠里（富士急行）
  - 女子1500m：29位（2分01秒39）
- 大菅小百合（三協精機製作所）
  - 女子500m： 12位（1分16秒42＝37秒82＋38秒60）
  - 女子1000m：18位（1分16秒48）
- 渡邊ゆかり（富士急行）
  - 女子500m：9位（1分16秒20＝37秒98＋38秒22）

### ショートトラック
監督：川上隆史（山梨学院大学）

コーチ：清水康宏

コーチ：柏原幹史

コーチ：杉尾憲一

コーチ：青木義彰

ドクター/メディカル：酒井宏哉

ドクター/トレーニング：吉野貴順

トレーナー：渡邉つぐみ

総務：サチコ・コラル
- 寺尾悟（トヨタ自動車）
  - 男子500m：5位（42秒219）
  - 男子1000m：準決勝失格
  - 男子1500m：準決勝失格
- 西谷岳文（メッツ）
  - 男子500m：8位（42秒535）
- 田村直也（関西スピードスケートクラブ）
  - 男子1000m：7位（1分35秒823）
- 寺尾悟・西谷岳文・小寺武大（トヨタ自動車）・篠原祐剛（メッツ）・田村直也
  - 男子5000mリレー：5位（7分19秒893）
- 末吉隼人（早稲田大学）
  - 出場せず
- 田中千景（長野県体育センター）
  - 女子500m：準々決勝失格
  - 女子1000m：7位（1分35秒125）
  - 女子1500m：7位（2分31秒479）
- 勅使川原郁恵（赤塚）
  - 女子1000m：17位（1分33秒855）
- 神野由佳（立命館大学）
  - 女子500m：25位（45秒933）
  - 女子1500m：20位（2分52秒591）
- 田中千景・神野由佳・勅使川原郁恵・高田貴子（明徳義塾高校教師）・山田乃玞子（福岡柔整クラブ））
  - 女子3000mリレー：4位（4分21秒107）
- 小澤美夏（堺女子高校）
  - 出場せず

### フィギュアスケート
監督：城田憲子（日本メディセル）

総務：吉岡伸彦

トレーナー：加藤修

コーチ：ダグラス・リー

コーチ：無良隆志

コーチ：山田満知子

コーチ：佐藤信夫
- 本田武史（法政大学）
  - 男子シングル：4位（SP：2位、FS：4位）
- 竹内洋輔（法政大学）
  - 男子シングル：22位（SP：24位、FS：20位）
- 村主章枝（早稲田大学）
  - 女子シングル：5位（SP：7位、FS：5位）
- 恩田美栄（東海学園）
  - 女子シングル：17位（SP：17位、FS：14位）

## バイアスロン
監督：出口弘之（陸上自衛隊第3教育連隊）

コーチ：石岡勝宏

コーチ：山口繁

技術スタッフ：立山英幸

技術スタッフ：佐藤文隆

### 男子
- 菅恭司（陸上自衛隊冬季戦技教育部隊）
  - 男子10kmスプリント：41位（27分21秒0）
  - 男子20km：20位（54分51秒9）
  - 男子12.5kmパシュート：35位（36分28秒8）
- 望月幸男（陸上自衛隊冬季戦技教育部隊）
  - 男子10kmスプリント：69位（28分28秒5）
- 目黒宏直（陸上自衛隊冬季戦技教育部隊）
  - 男子20km：66位（59分29秒2）
- 井佐英徳（陸上自衛隊冬季戦技教育部隊）
  - 男子10kmスプリント：62位（28分03秒6）
  - 男子20km：44位（56分52秒8）
- 目黒宏直・井佐英徳・菅恭司・望月幸男
  - 男子4×7.5kmリレー：13位（1時間29分04秒4）

### 女子
- 高橋涼子（陸上自衛隊冬季戦技教育部隊）
  - 女子10kmパシュート：36位（35分20秒6）
  - 女子7.5kmスプリント：28位（22分58秒3）
  - 女子15km：50位（54分18秒0）
- 菅弘美（陸上自衛隊冬季戦技教育部隊）
  - 女子10kmパシュート：24位（34分18秒8）
  - 女子7.5kmスプリント：30位（23分03秒5）
  - 女子15km：42位（53分10秒6）
- 進藤真美（陸上自衛隊冬季戦技教育部隊）
  - 女子10kmパシュート：41位（36分28秒6）
  - 女子7.5kmスプリント：45位（23分36秒8）
  - 女子15km：64位（59分38秒6）
- 田中珠美（陸上自衛隊冬季戦技教育部隊）
  - 女子10kmパシュート：23位（34分07秒7）
  - 女子7.5kmスプリント：29位（23分0秒0）
  - 女子15km：45位（53分40秒4）
- 高橋涼子・菅弘美・田中珠美・進藤真美
  - 女子4×7.5kmリレー：14位（1時間35分09秒8）
- 築館郁代（陸上自衛隊冬季戦技教育部隊）
  - 出場せず

## ボブスレー
監督：武田雄爾（日本ボブスレー・リュージュ連盟）

コーチ：井村雄介
- 鈴木寛（グローバリー）・井上将憲（東雪工業）
  - 2人乗り：21位（3分13秒10）
- 大石博暁（グローバリー）・三浦伸二（英語版）（仙台大学職員）
  - 2人乗り：29位（3分15秒09）
- 鈴木寛・三浦伸二（英語版）・土井川真二（仙台大学）・井上将憲
  - 4人乗り：20位（3分11秒17）
- 安部奈知（パシフィックボイス）
  - 出場せず

## リュージュ
監督：浅川司（上田千曲高校教師）

コーチ：百瀬定雄
- 牛島茂昭（笹気出版印刷）
  - 男子1人乗り：27位（3分2秒099）
- 小口貴久（信州大学）・高橋敬（アスク工業）
  - 男子2人乗り：途中棄権
- 小林由美恵（セントラルフィットネスクラブ）
  - 女子1人乗り：25位（2分56秒663）

## スケルトン
監督：宇佐美英樹（日本ボブスレー・リュージュ連盟）

コーチ：山田桂一
- 越和宏（ホクト産業）
  - 男子1人乗り：8位（1分43秒02＝51秒50＋51秒52）
- 稲田勝（松田産業）
  - 男子1人乗り：18位（1分43秒98＝52秒05＋51秒93）
- 中山英子（信濃毎日新聞）
  - 女子1人乗り：12位（1分48秒72＝54秒00＋54秒72）

## カーリング
監督：土岐達（東光舗道）

コーチ：近江谷好幸

コーチ：フジカズ・ロイ・ミキ
- 小仲美香（シムソンズ）
- 林弓枝（シムソンズ）
- 加藤章子（シムソンズ）
- 小野寺歩（札幌学院大学）
- 石崎琴美（東光舗道）
  - 8位（2勝7敗）

予選リーグ
日本● 7 - 8 ○アメリカ
日本● 1 - 9 ○イギリス
日本● 3 - 5 ○ドイツ
日本● 7 - 8 ○スイス
日本● 7 - 8 ○スウェーデン
日本● 4 - 9 ○カナダ
日本● 5 - 8 ○ノルウェー
日本○ 7 - 6 ●ロシア
日本○ 6 - 5 ●デンマーク

## 本部
団長：竹田恆和

副団長：池上三紀

総監督：亀岡寛治

本部役員/総務担当：大山哲夫

本部役員/プレスアタッシェ：木田恒晴

本部員：西村賢二

本部員：伊藤弘一

本部員：阿部幹雄

本部員：柳谷直哉

本部員：今井泰徳

本部員：荒谷潤

メディカルスタッフ：高尾良英

メディカルスタッフ：大西祥平

メディカルスタッフ：菅原誠

メディカルスタッフ：片寄正樹

情報・戦略スタッフ：和久貴洋

輸送担当：澤路豊

輸送担当：今岡正裕

編集スタッフ：川地政夫